# 台風13号 (曲)
「台風13号」（たいふう13ごう）は、1973年9月21日に発売された布谷文夫の通算2枚目のシングル。

## 解説
タイトル曲の「台風13号」、カップリングの「冷たい女」とも、布谷文夫のアルバム『悲しき夏バテ / 布谷文夫 I』からの先行シングルとしてリリース。アルバム同様、両曲ともプロデュースを大瀧詠一、バックを“ココナツ・バンク”が担当している。
「台風13号」は1971年にリリースされた“はっぴいえんど”のアルバム『風街ろまん』収録、大瀧詠一作詞・作曲による「颱風」のカバー。デビュー・シングル「からのベッドのブルース」のカップリング収録「台風」以来2度目となる。「台風13号」は、アルバム収録とはヴォーカルおよびミックスが異なるシングル・ヴァージョン。なお、シングルではタイトルが「台風13号」となっているが、『悲しき夏バテ』ではタイトルが「颱風13号」となっている。
「冷たい女」はアルバム収録に際し、冒頭にスタジオ内での会話が追加された。この「冷たい女」で作詞・作曲を手掛けた“ちば のぶゆき”こと千葉信行は、大瀧が岩手県内で転々としていた時、何度目かの転校で知り合い、彼がクレージーキャッツのソノシートを持っていたということで気が合って友達になったという。その後大瀧よりも前に上京していた千葉に誘われて、千葉の先輩がいたとあるGSバンドの練習に遊びに行ったところ、そこへリード・ヴォーカルが来るからちょっと待ってろと言われて、紹介されたのが布谷文夫だった。布谷は1965年に専修大学に入学するために上京。1966年3月にバンド“東京R&Bファイブ”に参加、このバンドは1967年3月に解散したが、この頃に大瀧と出会った。
両曲とも、2014年6月にリリースされた『悲しき夏バテ（デラックス・エディション）』にボーナス・トラックとして収録されたほか、2024年には、【CITY POP on VINYL 2024】対象商品として7インチ・ヴァージョンのまま7インチ・アナログ盤にて復刻された。

## 収録曲
- 布谷文夫（歌）
- ココナッツ・バンク[注釈 6]（演奏）

### D
1. 台風13号  –  (3'59")
大滝詠一 作詞・作曲

### S
1. 冷たい女  –  (4'59")
ちば のぶゆき 作詞・作曲

## クレジット
- ディレクター：沢田宣博
- ミクサー[注釈 6]：北島保則
- デザイン：松尾博 (P.C.C)
- フォト：近藤信治 (P.C.C)

## リリース日一覧
| 地域 | タイトル            | リリース日    | レーベル                                                                       | 規格               | カタログ番号 | 備考 |
| ---- | ------------------- | ------------- | ------------------------------------------------------------------------------ | ------------------ | ------------ | --- |
| 日本 | 台風13号 / 冷たい女 | 1973年9月21日 | POLYDOR                                                                        | 7"シングルレコード | DR-1799      | 「台風13号」はアルバムと別ミックスによるシングル・ヴァージョン。                                                                                                |
| 日本 | 台風13号 / 冷たい女 | 1973年9月     | POLYDOR                                                                        | 7"シングルレコード | DR-1799      | サンプル盤は白レーベル。 |
| 日本 | 台風13号 / 冷たい女 | 2024年8月3日  | POLYDOR / UNIVERSAL MUSIC GROUP / Lawson Entertainment, Inc. (HMV record shop) | 7"シングルレコード | PROT-7281    | 【CITY POP on VINYL 2024】対象商品。HMV record shop限定盤。ジャケットはオリジナルのデザインを可能な限り再現。レーベルはオリジナルを踏襲した新規デザインを採用。 |